# Georges-Henri Pingusson
Georges-Henri Pingusson (Clermont-Ferrand, 26 de julio de 1894-París, 22 de octubre de 1978) fue un arquitecto, ingeniero, urbanista y profesor francés, representante de la arquitectura racionalista. 

## Trayectoria

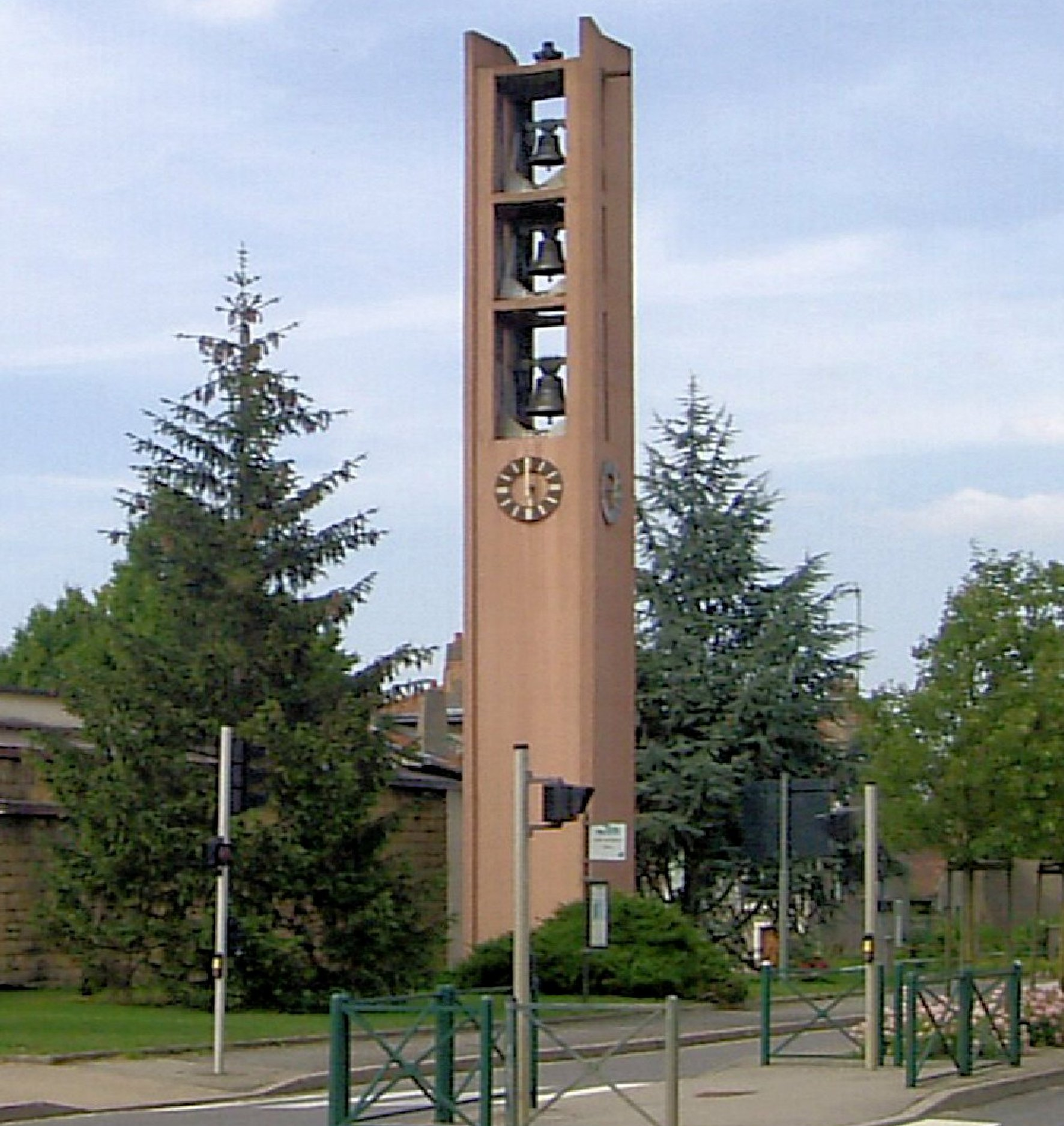
Iglesia de Saint-Martin, Corny-sur-Moselle (1960)

Se formó como ingeniero en la École spéciale de mécanique et d'électricité de París, donde se tituló en 1913. Tras la Primera Guerra Mundial, donde combatió con honores en los Dardanelos, estudió arquitectura en la Escuela Nacional Superior de Bellas Artes de París (1919-1925). Evolucionó al racionalismo desde unos inicios influido por las vanguardias cubista y dadaísta.
En sus inicios trabajó asociado a Paul Furiet, fallecido prematuramente en 1930. Su principal obra conjunta fue el Hipódromo de la Canche en Le Touquet-Paris-Plage (1925), la central térmica Arrighi en Vitry-sur-Seine (1926) y el Théâtre-cinéma du Colisée en Nîmes (1926-1927), así como diversas villas en el País Vasco Francés y la Costa Azul (Villa Isola Serena, Cannes, 1927; Villa Romée, Cannes, 1928), todavía en un estilo regionalista demandado por sus clientes.
Empezó a forjarse cierta reputación con el Théâtre des Menus-Plaisirs, actualmente Comédie de París (1928-1929), famoso por su fachada y su anuncio de neón de estilo poscubista. En 1930 expuso diversos muebles metálicos en el Salón de los Decoradores y en el Salón de Otoño.

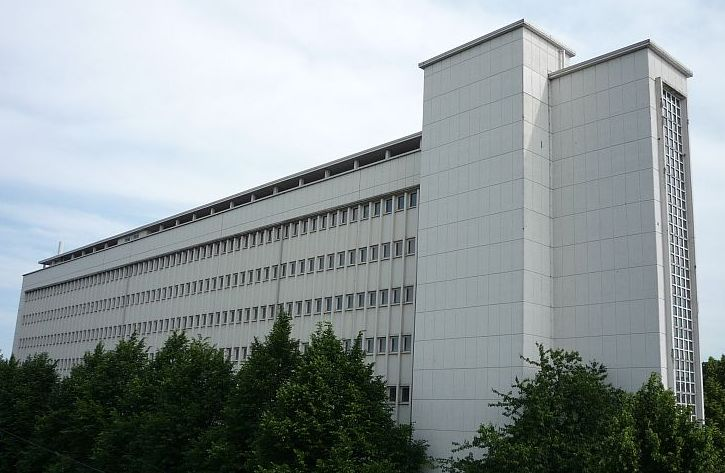
Embajada de Francia en Saarbrücken (1950-1952), actual Ministerio de la Cultura y las Ciencias del Sarre

En 1932 se adhirió a la Union des Artistes Modernes (UAM), una asociación de pintores, escultores y arquitectos que promovió diversas exposiciones y, en 1934, publicó el manifiesto Pour l'art moderne, cadre de la vie contemporaine, que defendía la arquitectura moderna. Ese año construyó el Hotel Latitude 43 en Saint-Tropez, una de los mejores exponentes de la arquitectura moderna francesa.
Durante los años 1930 trabajó asociado a Robert Mallet-Stevens, con quien construyó el Pabellón de la Electricidad y de la Luz para la Exposición Internacional de París de 1937. Para el mismo certamen realizó el pabellón de la UAM, junto a Frantz-Philippe Jourdain y André Louis, proyectado en un típico lenguaje racionalista: planta libre, uso de pilotis, fachada de vidrio y tejado-terraza.
Tras la Segunda Guerra Mundial fue nombrado arquitecto jefe de la región del Mosela, donde se encargó de la reconstrucción de Waldwisse (1948–1955) y de la construcción de varias iglesias: de la Natividad de la Virgen en Fleury (1955), de San Maximino en Boust (1955-1963) y de San Martín Obispo en Corny-sur-Moselle (1960). Desde el mismo puesto fue autor de la Embajada de Francia en Saarbrücken (1950-1952, actual Ministerio de la Cultura y las Ciencias del Sarre) y participó en el urbanismo de Metz, Sarreguemines y Briey-en-Forêt, localidad en la que invitó a Le Corbusier a construir una de sus unidades de vivienda.
Entre 1961 y 1962 construyó el Memorial de los Mártires de la Deportación en París, que junto a la reconstrucción de la aldea medieval de Grillon-en-Vaucluse (1974-1978) dan testimonio de su sentido de la construcción espacial.
Fue profesor en la Escuela de Bellas Artes de París (1947-1967) y en la Escuela de Arquitectura de París-Nanterre (1967-1978). Entre 1958 y 1968 fue presidente del comité de redacción de los Cahiers du syndicat des architectes de la Seine. Participó también en la redacción de las revistas L'Architecture d'aujourd'hui y Techniques & Architecture.
En 1954 recibió el premio del Cercle d'Études Architecturales.